# Trianaea nobilis
Trianaea nobilis là loài thực vật có hoa trong họ Cà. Loài này được Planch. & Linden miêu tả khoa học đầu tiên năm 1853.